# ТТХ (хоккейный клуб, Торунь)
Хоккейный клуб ТТХ Торунь (пол. TTH Toruń) — польский хоккейный клуб из города Торунь. Основан в 1922 году. Домашние матчи проводил на арене Тор-Тор. В 2012 году из-за проблем с финансированием клуб был вынужден прекратить своё существование. Возрождён в 2013 году.

## Достижения
- Чемпионат Польши по хоккею:
  - Серебряный призёр (1)  : 1968
  - Бронзовый призёр (5)  : 1928 , 1950 , 1967 , 1969 , 1996

- Кубок Польши по хоккею:
  - Обладатели (1)  : 2006
  - Финалист (1)  : 2004

## Названия клуба
- TKS Toruń (Toruński Klub Sportowy) (1924—1931)
- TKSZ Toruń (Toruński Klub Sportów Zimowych) (1931—1935)
- KS KPW Pomorzanin Toruń (1935—1939)
- KKS Pomorzanin Toruń (1939—1945)
- KS Stal Toruń(1955—1977)
- KS Pomorzanin Toruń (1945—1990)
- Towimor Toruń (1988—1994)
- TTH Metron Toruń (1994—1997)
- TTH Toruń (1997—1998)
- Filmar Toruń (1998—1999)
- MKSHnL Toruń (Międzyszkolny Klub Sportowy Hokeja na Lodzie) (1999—2000)
- TKH Toruń (2001—2002)
- TKH Toruń Eurostal (2002—2003)
- TKH Nesta Toruń (2003—2004)
- ThyssenKrupp TKH Energostal Toruń (2004—2008)
- TKH Nesta Toruń (2008—2010)
- Nesta Toruń (2010—2011)
- Nesta Karawela Toruń (2011—2012)
- Nesta Toruń (2012—2015)
- Nesta Mires Toruń (2015—2018)
- KH Energa Toruń (2018—)